# 布莱尔·霍恩
布莱尔·霍恩（英語：Blair Horn，1961年7月17日—），加拿大男子赛艇运动员。他曾代表加拿大参加1984年夏季奥林匹克运动会赛艇比赛，获得男子八人单桨有舵手金牌。